# Jan Rzewuski (zm. 1759)
Jan Rzewuski herbu Krzywda (ur. po 1733, zm. 17 września 1759) – podstoli wielki litewski od 1756.
Syn Michała Józefa, brat Franciszka i Kazimierza. Jego matką była Franciszka z Cetnerów. Ojciec scedował mu starostwo kamionackie prawdopodobnie w 1752 roku.
Za zasługi został odznaczony Orderem Orła Białego w 1758 w Warszawie.
Był posłem z ziemi liwskiej na sejm 1758 roku.